# 프실산
프실산(영어: psyllic acid) 또는 트라이트라이아콘탄산(영어: tritriacontanoic acid)은 화학식이 CH3(CH2)31COOH 인 33개의 탄소로 구성된 긴 사슬의 포화 지방산이다.

## 알칼리 염
산 및 알칼리 수산화물의 알코올 용액이 혼합될 때, 프실산의 알칼리 염이 침전된다. 은 및 바륨 염은 질산 은 및 염화 바륨의 알코올성 수용액을 산의 알코올성 수용액에 첨가함으로써 얻을 수 있다. 분석된 염은 C38H65O2Na, C66H130O4Ba, C33H65O2Ag이다. 프실라 왁스는 알코올성 수산화 칼륨 뿐만 아니라 브롬화 수소산에 의해 가수분해된다.

## 영양 공급원
프실산은 구기자(枸杞子, goji berry)에 존재한다.